# کبوتر میوه‌خوار کلاه‌سفید
کبوتر میوه‌خوار کلاه‌سفید (به انگلیسی: Ptilinopus dupetithouarsii) که در محلی به آن کوکو نیز می‌گویند، گونه‌ای از پرندگان خانواده کبوتران است. این گونه توسط طبیعت‌شناس و جراح فرانسوی آدولف-سیمون نبوکس در سال ۱۸۴۰ توصیف شد. این گونه بومی جزایر مارکز در پلی‌نزی فرانسه است. این نام به افتخار دریاسالار و گیاه‌شناس فرانسوی آبل اوبر دو پتی توارس است. دو زیرگونه در جزایر وجود دارد، Ptilinopus d. dupetithouarsii و Ptilinopus d. viridior.